# Feneu
Feneu ist eine französische Gemeinde mit 2.216 Einwohnern (Stand: 1. Januar 2022) im Département Maine-et-Loire in der Region Pays de la Loire. Sie gehört zum Arrondissement Angers und zum Kanton Angers-5. Die Einwohner werden Faunoin genannt.

## Geographie
Feneu liegt in der Landschaft Anjou. Der Fluss Mayenne begrenzt die Gemeinde im Südwesten. Nachbargemeinden von Feneu sind Sceaux-d’Anjou im Norden, Écuillé im Nordosten, Soulaire-et-Bourg im Osten, Cantenay-Épinard im Südosten, Montreuil-Juigné im Süden sowie Longuenée-en-Anjou im Westen.

## Bevölkerungsentwicklung
| Jahr      | 1962 | 1968 | 1975 | 1982 | 1990 | 1999 | 2006 | 2018 |
| Einwohner | 1094 | 1100 | 1208 | 1509 | 1676 | 1799 | 2039 | 2171 |

## Sehenswürdigkeiten
- Kirche Saint-Martin
- Schloss Le Bois Dayen, 1893 erbaut
- Schloss Montriou, Monument historique seit 1964
- Schloss und Mühle Sautret, Monument historique seit 2002

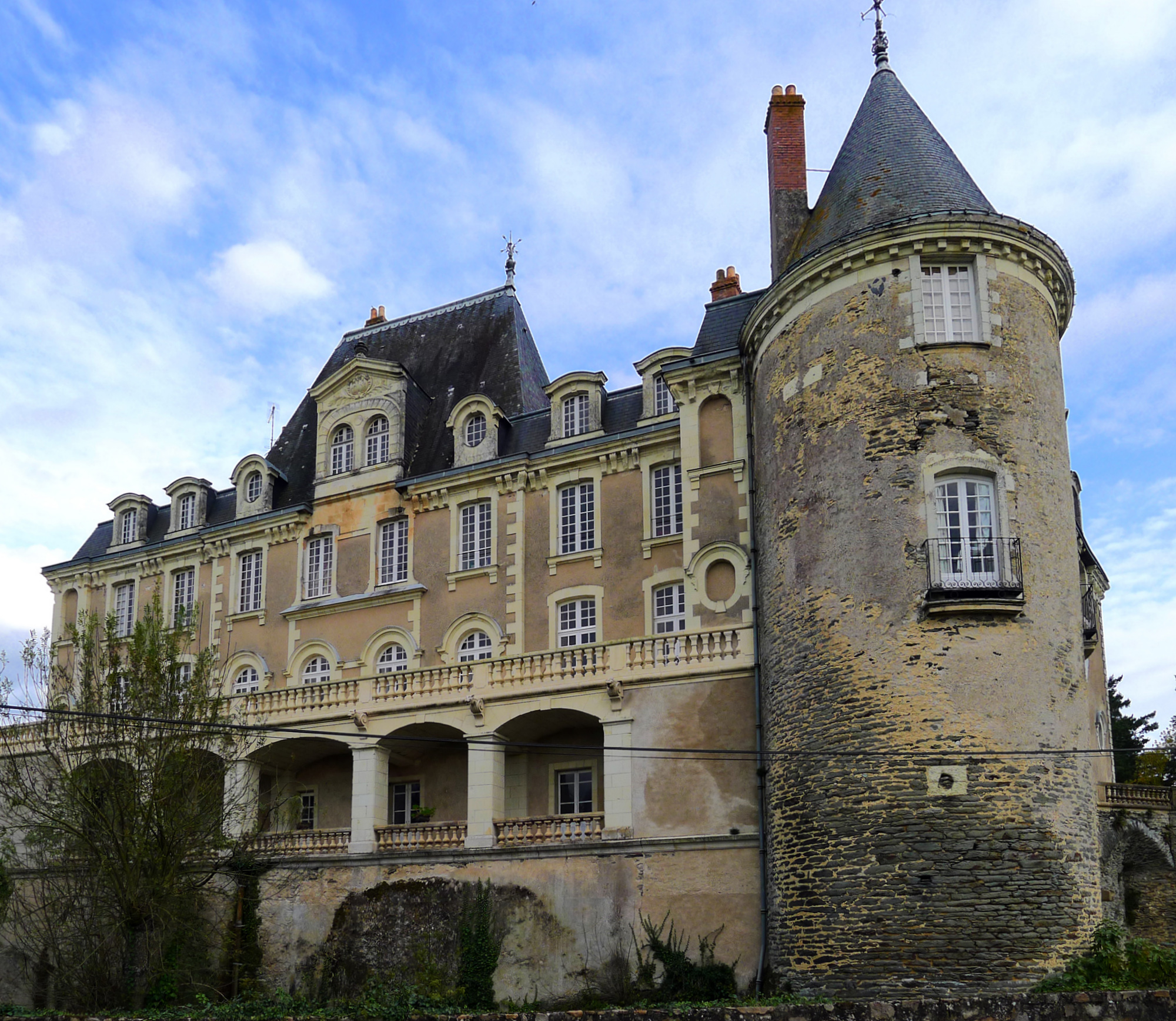
Schloss Sautret